# Juan Bautista González del Villar
Juan Bautista González del Villar (Jerez de la Frontera, 24 de junio de 1846 - Jerez de la Frontera, 19 de abril de 1932 †) fue un empresario bodeguero español.

## Biografía
El reputado cosechero almacenista y exportador de vinos Juan Bautista González del Villar nació en Jerez el 24 de junio de 1846. Su padre, Juan Antonio González y López, era un rico propietario originario de Comillas, y su madre, Francisca del Villar y Yebra, nacida en Guanajuato (México).
La creación de esta sociedad se remonta a 1870, con el nombre de J. B. González  y Compañía, siendo su fundador y gerente.
Puede decirse, según los datos que aportan las fuentes consultadas, que atendiendo al tiempo que llevan sus ascendientes en el Gremio de extractores de vinos de Jerez sus orígenes se remontan a 1780.

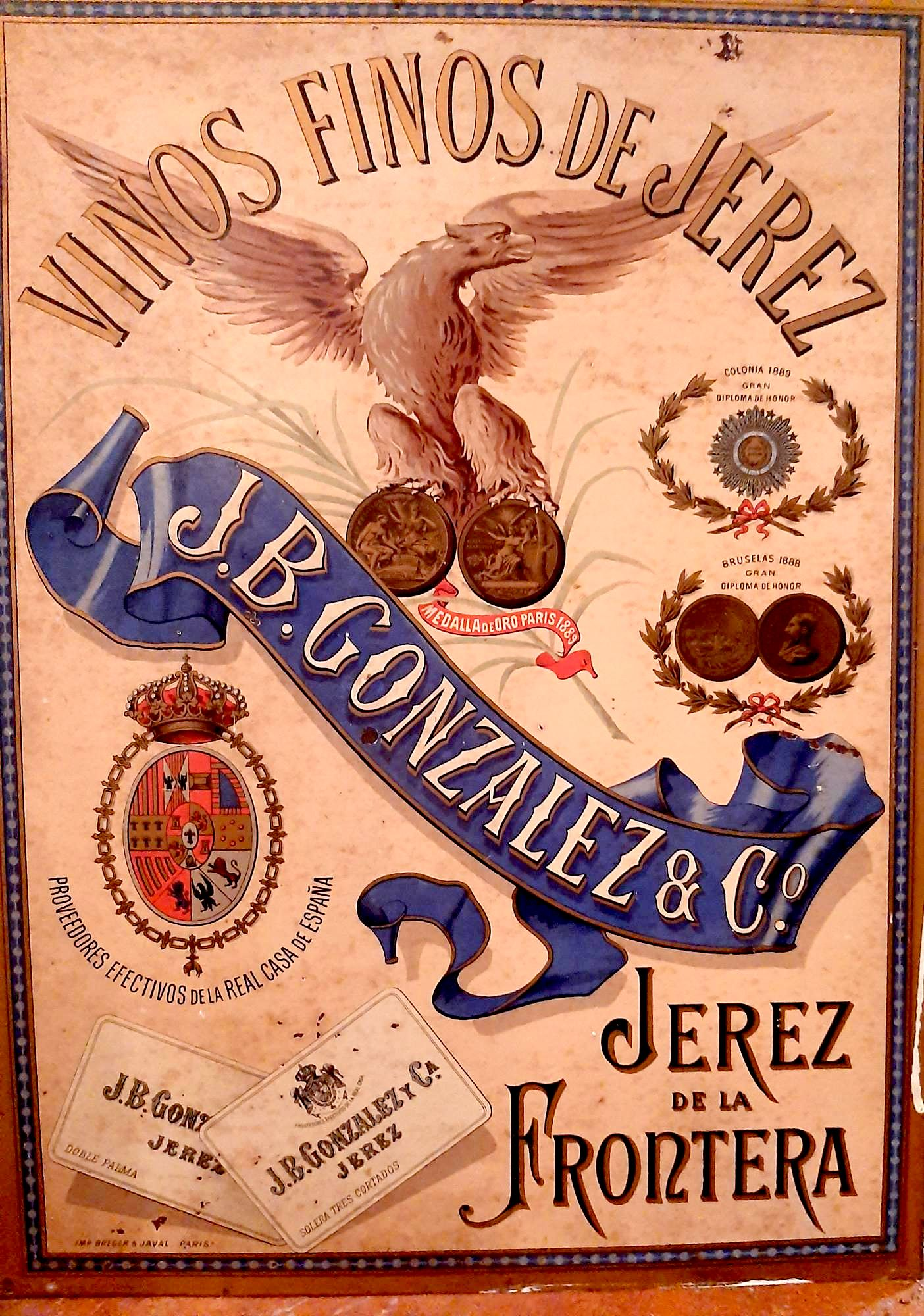

Desde niño siguió los pasos de su padre, dedicado casi exclusivamente al cultivo de sus extensos viñedos y al mejoramiento de sus almacenados de vinos, adquiriendo la formación especializada en todo el proceso de la vitivinicultura.
En la Guía Oficial de Jerez de 1888 aparece ya como extractor de vinos y sus bodegas estaban en la calle Arcos, 55, desde donde se trasladaron a la vecina calle Matadero nº7, a las conocidas como Orrantía, cercanas al ferrocarril, teniendo sus viñas en el Pago de Macharnudo.
La expansión de la razón social fue rápida ya que sus prestigiosos vinos se presentaron en las exposiciones de Bruselas (1888), Colonia (1889) y Edimburgo, consiguiendo en todas ellas diplomas de honor, y quedando justificando la pureza de sus productos, episodio que se repetiría en la capital francesa, en 1889, obteniendo una gran medalla de oro.
Fue proveedor efectivo de la Real Casa de España.
Mención a reseñar era la famosa destilería que poseía dentro del recinto de sus bodegas para confeccionar un aguardiente estilo cognac, cuyo producto obtenía un grado de bondad y finura que podía competir con los más acreditados de origen francés. En la ciudad del Sena la casa estaba representada por sus agente Manuel Trigueros.
Entre sus mejores marcas figuraban doble Palma y Solera, palo cortado superior, la renombrada Ambrosía, como el acreditado fino conocido con el nombre de Viña del Pleito.
En Argentina se distribuía su jerez-quina España, del que reproducimos un cartel publicitario realizado por el ilustrador José Olivella.
Tenía su residencia en la casa palaciega de calle Corredera, 35, la actual casa de Manuel Cambas.
En 1907 cambiaron su razón social por la de Juan Bautista González, con la que continuaron su actividad comercial, cesando la misma en 1933.
Juan Bautista González del Villar, casado con María de los Dolores Rodríguez Martín, falleció el 19 de abril de 1932, a la edad de 85 años.

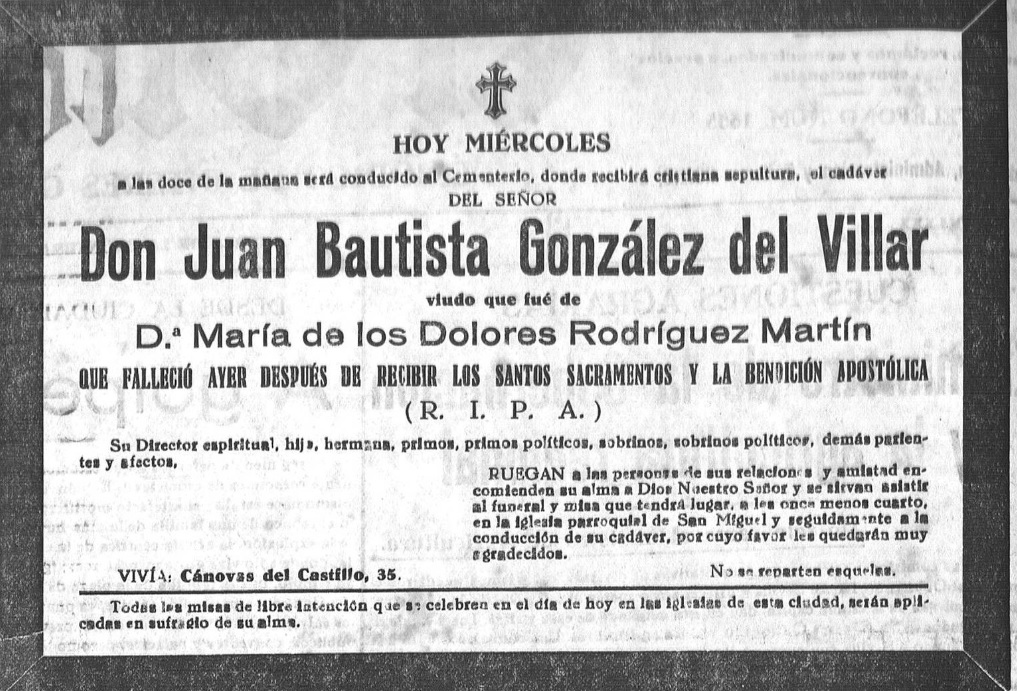

El diario 'El Guadalete', en su necrológica describía el sepelio: 'El féretro, que era un magnífico arcón de caoba con crucifijo de plata en la tapa, fue sacado a hombros de la cámara mortuoria y depositado en el coche fúnebre por los sobrinos D. Francisco y D. Luis de la Riva y González, D. José y D. Pedro Domecq de la Riva...'.
'Detrás marchaba un carruaje de Doña Petra de la Riva, ostentando los mayorales libreas de riguroso luto'... .
Guadalupe González del Villar, su hermana, estaba casada con el también bodeguero Manuel Antonio de la Riva Pomar.